# Atak rakietowy na kolumnę humanitarną w Zaporożu
Atak rakietowy na kolumnę humanitarną w Zaporożu – atak przeprowadzony przez wojska rosyjskie na kolumnę humanitarną w Zaporożu, w czasie rosyjskiej inwazji na Ukrainę. W wyniku eksplozji zginęły 32 osoby, a 92 zostały ranne. Atak nastąpił 30 września 2022 roku, w dzień formalnej aneksji obwodu chersońskiego, donieckiego, ługańskiego i zaporoskiego przez Federację Rosyjską, nielegalnej pod kątem prawa międzynarodowego i potępionej przez Organizację Narodów Zjednoczonych.

## Atak
30 września 2022 roku Siły Zbrojne Federacji Rosyjskiej przeprowadziły atak rakietowy na Zaporoże, odpalając 16 rakiet przeciwlotniczych S-300. O godzinie 7:10 cztery rakiety uderzyły w cywilną kolumnę humanitarną w rejonie targu samochodowego na wyjeździe z miasta i w sam targ samochodowy, zlokalizowany w pobliżu drogi krajowej N08 na odcinku Zaporoże–Orichiw. W konwoju znajdowało się około 100 cywilów, którzy czekali na wyjazd na tymczasowo okupowane terytoria Ukrainy w celu odebrania swoich bliskich lub zawiezienia pomocy.
Liczba ofiar przed godziną 10:00 czasu lokalnego została określona jako 26 zabitych i 85 rannych. Jak podano, w ataku zginęło dwoje dzieci, a jedno zostało ciężko ranne. Wieczorem tego samego dnia poinformowano o śmierci 30 osób i 88 rannych. Według stanu na 1 października łączna liczba ofiar osiągnęła 118 osób. Tego samego dnia w szpitalu w Zaporożu zmarła ciężko ranna kobieta, a liczba ofiar śmiertelnych wzrosła do 31 osób: 30 cywilów i jednego policjanta, który udzielał pomocy ofiarom. Kolejna ofiara zmarła 8 października.

## Reakcje
W wyniku ataku podróżowanie na tymczasowo okupowane terytoria zostało zawieszone na czas nieokreślony. Dzień 1 października 2022 roku został ogłoszony dniem żałoby po ofiarach ataku w Zaporożu. Zaporoska Prokuratura Obwodowa wszczęła postępowanie karne w związku z naruszeniem prawa wojennego oraz dokonaniem morderstwa. Śledztwo wszczęła również Służba Bezpieczeństwa Ukrainy. Prezydent Ukrainy Wołodymyr Zełenski określił atak na Zaporoże jako działanie „kompletnych terrorystów, dla których nie powinno być miejsca w cywilizowanym świecie”.
Po porannym ataku na Zaporoże władze rosyjskie ogłosiły trafienie w „obiekt strategiczny” za pomocą broni precyzyjnej.
Wysoki przedstawiciel Unii do spraw zagranicznych i polityki bezpieczeństwa Josep Borrell złożył kondolencje i stwierdził, że Unia Europejska potępia rosyjski atak na ludność cywilną. Dodał, że osoby odpowiedzialne za atak zostaną ukarane.
Jak stwierdziło Ministerstwo Obrony Wielkiej Brytanii, użycie przez Rosję rakiety systemu przeciwlotniczego do rażenia celu naziemnego może świadczyć o braku precyzyjnych rakiet dalekiego zasięgu.
Według ministra spraw wewnętrznych Ukrainy Denysa Monastyrskiego, który przybył na miejsce tragedii, ataku dokonano w kontekście rosyjskiej aneksji czterech obwodów Ukrainy, w tym obwodu zaporoskiego. Rosjanie mieli użyć do ataku zmodyfikowanej rakiety z systemu S-300. Jak powiedział Monastyrski, wybuch pocisku nastąpił w chwili uderzenia w ziemię, co zwiększyło liczbę ofiar. Zdaniem ministra atak nastąpił z niedalekiego obszaru, prawdopodobnie z okolic okupowanego miasta Tokmak.

## Galeria

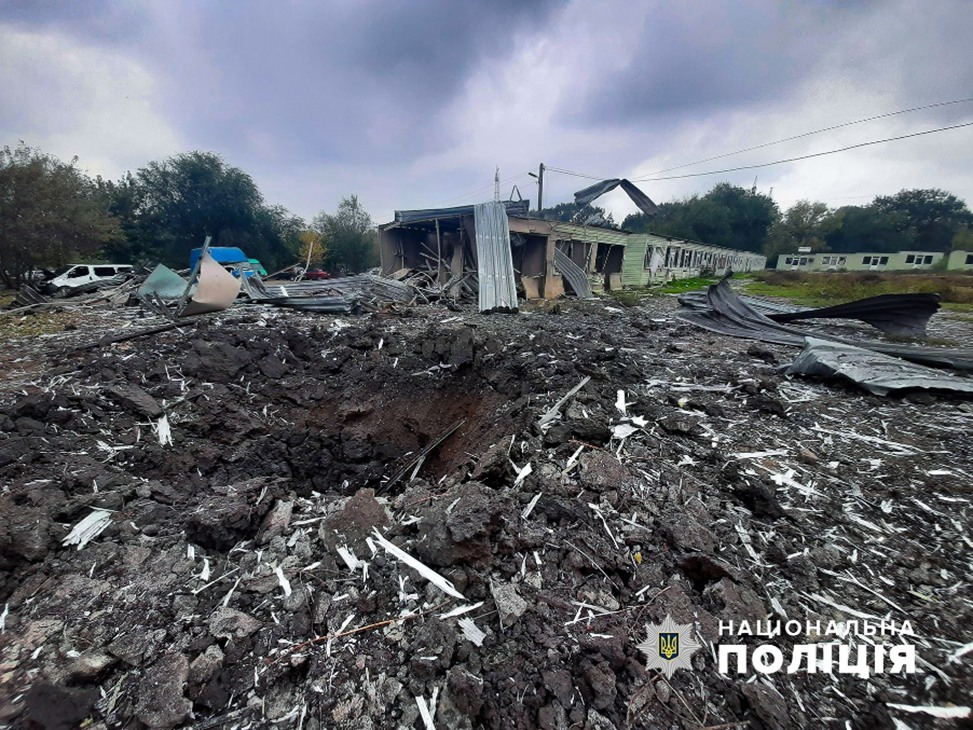
Krater powstały po uderzeniu rakiety
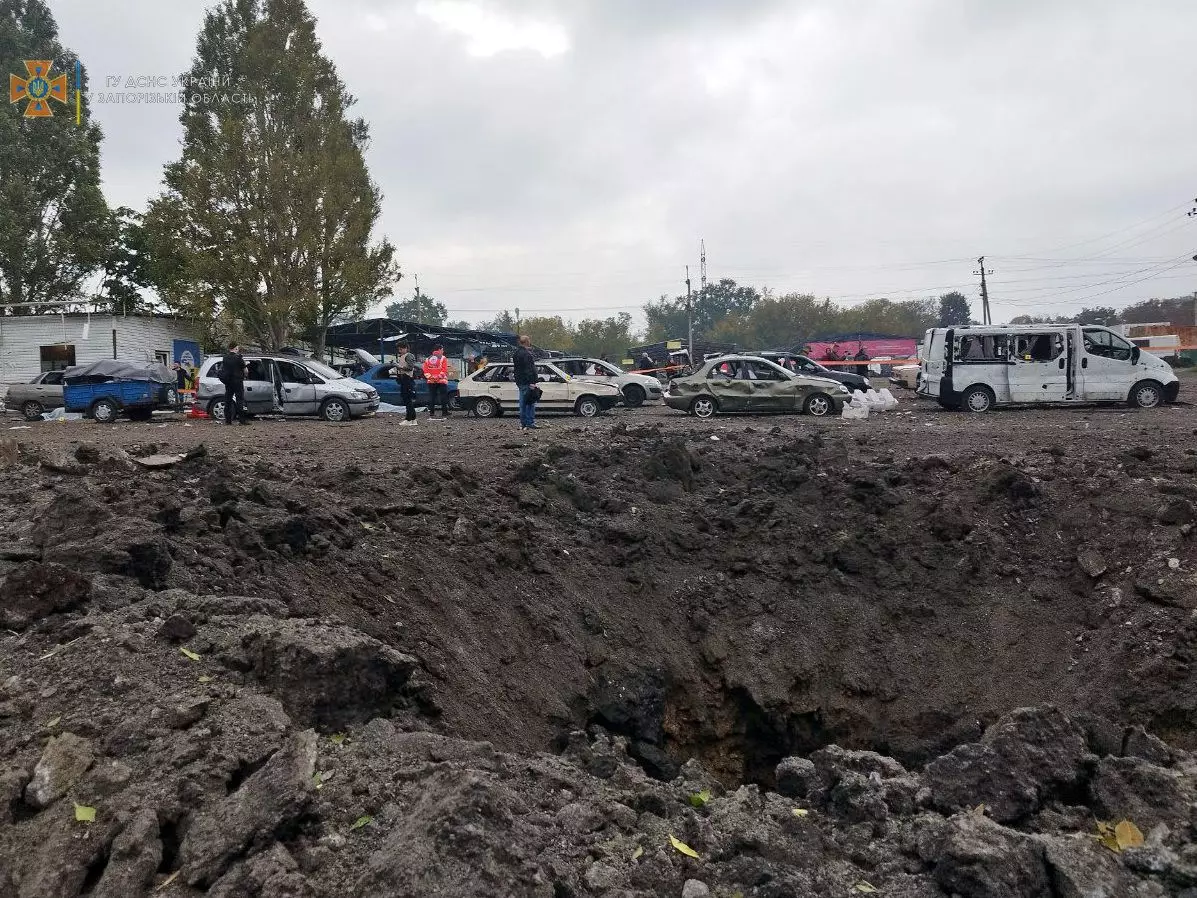
Miejsce, gdzie doszło do ataku
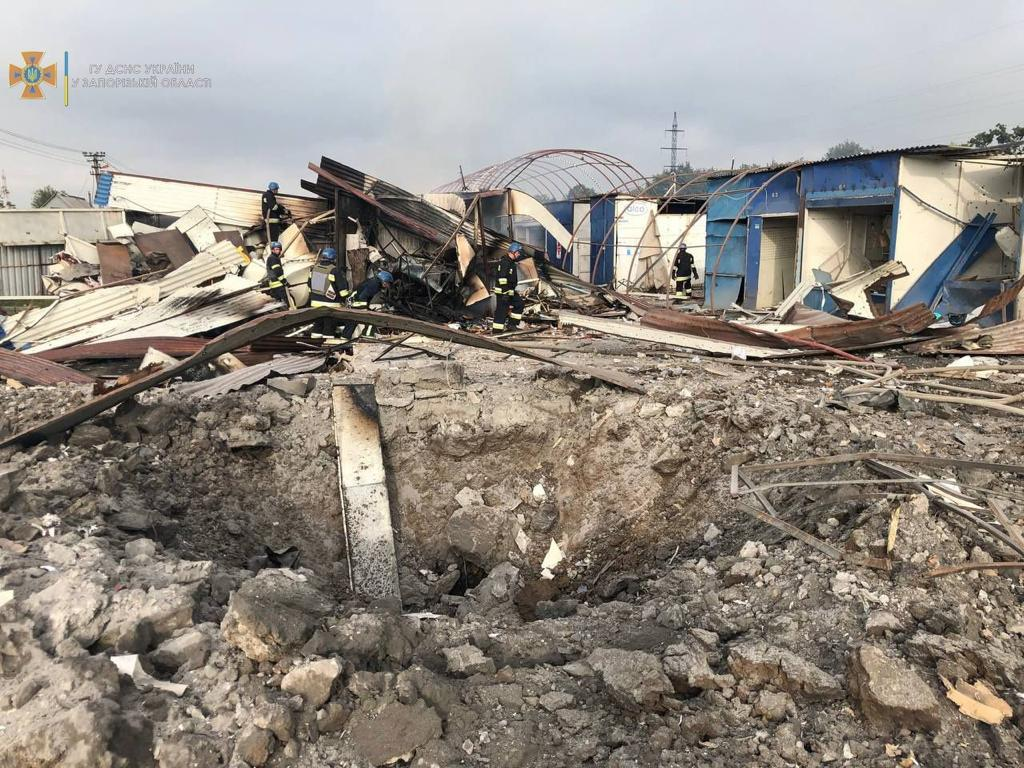
Pobliskie budynki uszkodzone w ostrzale
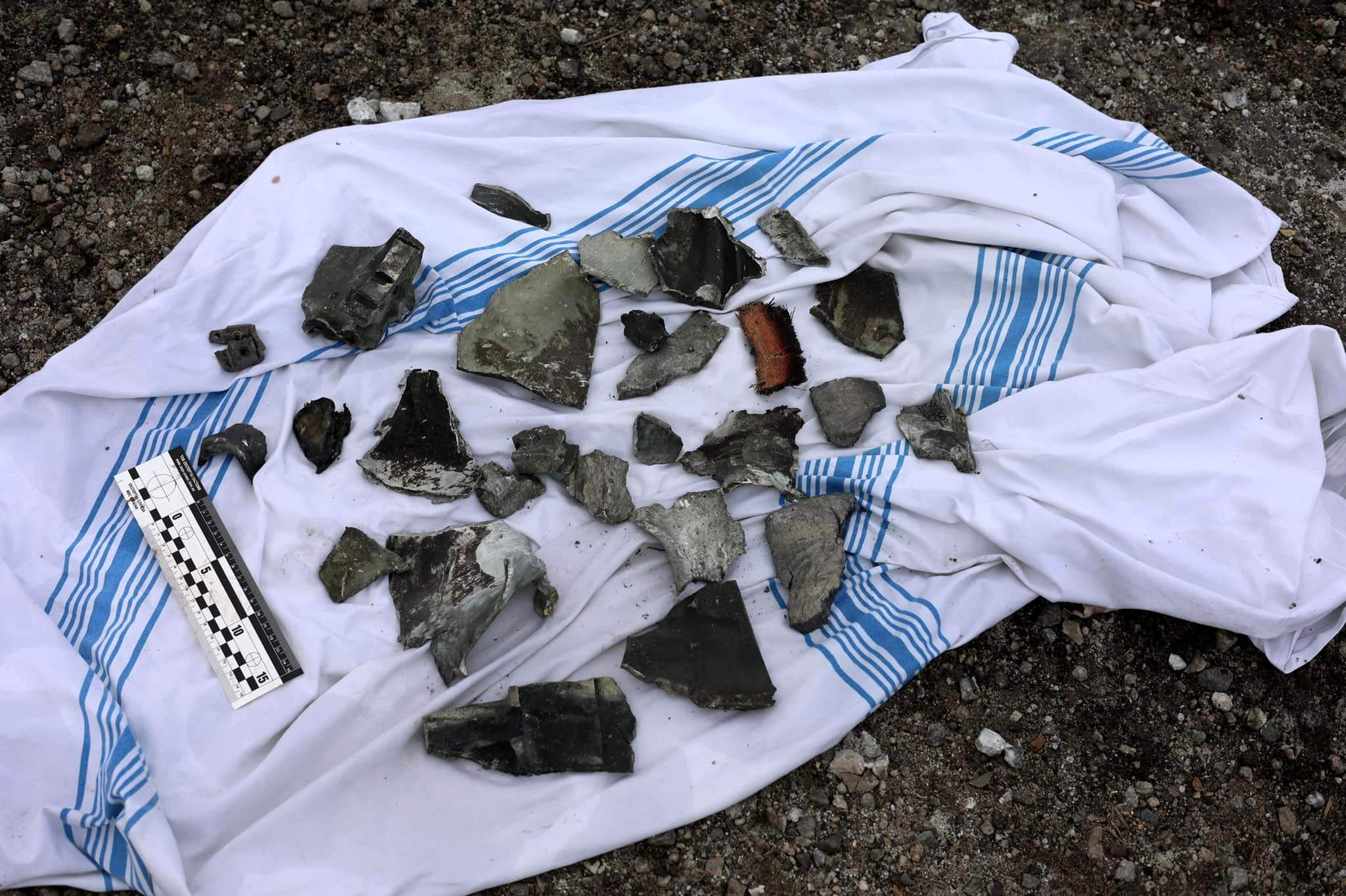
Odłamki rakiety znalezione na miejscu tragedii